# 洪堪
洪堪（1383年—？），字子舆，淳安人。明朝政治人物、進士。

## 生平
少年時鄉里稱為神童。明洪武三十年（1397年）进士，年僅十四歲，被任命为监察御史。洪堪因年紀太小辞官，太祖命他二十五歲時復職。永乐年间，授监察御史，“弹劾不避权要，风节凛然”。為人清廉梗直，有同事送他一对白鷳，洪堪有诗云：“白鹇本是山中物，何事飞来到柏臺？”並將此物送還。
從兄洪敢為錦衣衛，得罪成祖，被賜死，但並未株連洪堪，洪堪對此沈默，不發意見。